# Ponta Vatuboro Ilo
Der Ponta Vatuboro Ilo (Ponta Vatoboro Ilo) ist ein Kap an der Westküste des osttimoresischen Sucos Vatuboro (Gemeinde Liquiçá). Es befindet sich in der Aldeia Sabulau, auf halbem Weg zwischen dem Kap Ponta Carimbala im Norden und der Mündung des Lóis im Süden. Südöstlich liegt das Dorf Sabulau, der Hauptort des Sucos.